# 静岡県立春野高等学校
静岡県立春野高等学校（しずおかけんりつ はるのこうとうがっこう）は、静岡県浜松市天竜区春野町堀ノ内にあった県立高等学校。
2014年（平成26年）、静岡県立天竜高等学校に統合されるため、静岡県立天竜林業高等学校及び静岡県立二俣高等学校と共に廃止された。

## 沿革
- 1949年 - 静岡県立周智農業高等学校（現在の遠江総合高等学校）の犬居分校（町立）として創立、本校の改称に伴い静岡県立周智高等学校犬居分校（町立）と改称。
- 1953年 - 本校の改称に伴い静岡県立周智農林高等学校犬居分校（町立）と改称。
- 1967年 - 県立移管、静岡県立周智農林高等学校春野分校と改称。
- 1968年 - 本校の改称に伴い静岡県立周智高等学校春野分校と改称。
- 1980年 - 静岡県立春野高等学校として独立。
- 2014年3月 - 静岡県立天竜林業高等学校及び静岡県立二俣高等学校と共に閉校。
- 2014年4月 - 静岡県立天竜高等学校が開校し、天竜高等学校の分校舎[1]として「春野校舎」が、旧春野高等学校の校地に設置され、開校前に春野高に在学していた生徒は、開校とともに天竜高春野校舎に転籍となった。
その際、閉校前において修得した単位は、開校後の高校・校舎で修得した単位とみなすこととされた[2]。

### 交通アクセス
- 遠州鉄道鉄道線西鹿島駅より - 遠州鉄道秋葉線に乗車し、春野高校バス停で下車。
- 天竜浜名湖鉄道天竜浜名湖線遠州森駅より - 秋葉バスサービス秋葉線に乗車し、春野高校入口バス停で下車。

## 著名な卒業生
- 富永旭 - 元プロ野球選手（千葉ロッテマリーンズ）